# فونتانیگوردا
فونتانیگوردا (به ایتالیایی: Fontanigorda) یک کومونه در ایتالیا است که در استان جنوا واقع شده‌است.

## خصوصیات
فونتانیگوردا ۱۶٫۶ کیلومترمربع مساحت و ۲۸۴ نفر جمعیت دارد و ۸۰۰ متر بالاتر از سطح دریا واقع شده‌است.

## خواهرخوانده
شهر Saint-Maime خواهرخواندهٔ فونتانیگوردا هست.